# Nordin Jbari
Nordin Jbari (ur. 5 lutego 1975 w Saint-Josse-ten-Noode) – belgijski piłkarz pochodzenia marokańskiego grający na pozycji napastnika. Był reprezentantem Belgii.

## Kariera klubowa
Swoją karierę piłkarską Jbari rozpoczynał w juniorach takich klubów jak SCUP Jette (1986-1991) i RSC Anderlecht (1991-1995). W 1995 roku awansował do kadry pierwszego zespołu Anderlechtu i 21 kwietnia 1996 zadebiutował w jego barwach w pierwszej lidze belgijskiej w przegranym 1:2 wyjazdowym meczu z Cercle Brugge. Był to jego jedyny mecz w barwach Anderlechtu, z którym w sezonie 1995/1996 wywalczył wicemistrzostwo Belgii.
Latem 1996 Jbari przeszedł do KAA Gent. 10 sierpnia 1996 zadebiutował w nim w wygranym 3:1 domowym meczu z Royalem Charleroi i w debiucie strzelił 2 gole. Z 14 strzelonymi golami był najlepszym strzelcem Gent w sezonie 1996/1997.
Latem 1997 Jbari został zawodnikiem Club Brugge. Swój debiut w nim zaliczył 9 sierpnia 1997 w wygranym 4:0 wyjazdowym meczu z KAA Gent. W debiucie strzelił gola. W sezonie 1997/1998 wywalczył z Brugge mistrzostwo Belgii, a w sezonie 1998/1999 wicemistrzostwo.
W sierpniu 1999 Jbari został sprzedany za 900 tysięcy euro do francuskiego Troyes AC. Swój debiut w nim zanotował 13 października 1999 w zwycięskim 3:1 wyjazdowym spotkaniu z Le Havre AC. W debiucie strzelił bramkę.
W styczniu 2002 Jbari został wypożyczony z Troyes do greckiego Arisu. Zadebiutował w nim 13 stycznia 2002 w przegranym 0:1 wyjazdowym meczu z Panioniosem. W Arisie spędził pół roku, po czym wrócił do Troyes. W rundzie wiosennej sezonu 2002/2003 był wypożyczony do Grenoble Foot 38.
Latem 2003 Jbari wrócił do Belgii i został zawodnikiem Cercle Brugge. Swój debiut w tym klubie zaliczył 17 sierpnia 2003 w przegranym 0:2 domowym spotkaniu z Club Brugge. W Cercle Brugge grał przez rok i był najlepszym strzelcem tego klubu w sezonie 2003/2004.
Latem 2004 Jbari po raz drugi w karierze został piłkarzem KAA Gent. Grał w nim przez rok, a w 2005 roku odszedł do RAA Louviéroise, a zadebiutował w nim 6 sierpnia 2005 w przegranym 0:6 wyjazdowym meczu z Anderlechtem. Na koniec sezonu 2005/2006 spadł z RAA Louviéroise do drugiej ligi. W sezonie 2006/2007 grał w greckim drugoligowcu, Ethnikosie Pireus, w którym zakończył karierę.
| Sezon   | Klub             | Kraj    | Rozgrywki     | Mecze | Gole |
| ------- | ---------------- | ------- | ------------- | ----- | ---- |
| 1995/96 | RSC Anderlecht   | Belgia  | Eerste klasse | 1     | 0    |
| 1996/97 | KAA Gent         | Belgia  | Eerste klasse | 30    | 14   |
| 1997/98 | Club Brugge      | Belgia  | Eerste klasse | 23    | 5    |
| 1998/99 | Club Brugge      | Belgia  | Eerste klasse | 11    | 5    |
| 1999/00 | Troyes AC        | Francja | Ligue 1       | 10    | 3    |
| 2000/01 | Troyes AC        | Francja | Ligue 1       | 19    | 1    |
| 2001/02 | Troyes AC        | Francja | Ligue 1       | 4     | 0    |
| 2001/02 | Aris FC          | Grecja  | Alpha Ethniki | 4     | 1    |
| 2002/03 | Troyes AC        | Francja | Ligue 1       | 2     | 0    |
| 2002/03 | Grenoble Foot 38 | Francja | Ligue 2       | 6     | 1    |
| 2003/04 | Cercle Brugge    | Belgia  | Eerste klasse | 28    | 11   |
| 2004/05 | KAA Gent         | Belgia  | Eerste klasse | 26    | 6    |
| 2005/06 | RAA Louviéroise  | Belgia  | Eerste klasse | 27    | 2    |
| 2006/07 | Ethnikos Pireus  | Grecja  | Beta Ethniki  | 3     | 1    |

## Kariera reprezentacyjna
W reprezentacji Belgii Jbari zadebiutował 14 grudnia 1996 w przegranym 0:3 meczu eliminacji do MŚ 1998 z Holandią, rozegranym w Brukseli, gdy w 77. minucie zmienił Érica Deflandre. Od 1996 do 1997 rozegrał w kadrze narodowej 2 mecze.